# شاهین شفیعی
شاهین شفیعی (زاده ۹ دی ۱۳۶۷) یک بازیکن فوتبال اهل ایران است.
از باشگاه‌هایی که در آن بازی کرده‌است می‌توان به باشگاه فوتبال صبای قم، باشگاه ورزشی داماش گیلان، باشگاه فوتبال گسترش فولاد تبریز، باشگاه فوتبال شاهین بوشهر، باشگاه فوتبال یزد لوله و باشگاه فوتبال اودون تانی اشاره کرد.